# Philoplitis coniferens
Philoplitis coniferens är en stekelart som beskrevs av Nixon 1965. Philoplitis coniferens ingår i släktet Philoplitis och familjen bracksteklar. Inga underarter finns listade i Catalogue of Life.